# Star Trek: Voyager
Star Trek: Voyager is een Amerikaanse sciencefictiontelevisieserie die zich afspeelt in het Star Trek-universum. De serie liep van 1995 tot 2001 met in totaal 172 afleveringen. De serie is gemaakt door Rick Berman, Michael Piller, en Jeri Taylor en is gebaseerd op Star Trek van Gene Roddenberry. De meest gebruikte (internationale) afkorting is ST:VOY, hoewel ST:VGR en VGR soms ook gebruikt worden.
Voyager begon een half jaar nadat Star Trek: The Next Generation eindigde, halverwege het televisieseizoen. Daarmee liep de serie tegelijk met Star Trek: Deep Space Nine. Voyager werd vanaf de start begin 1995 ook op de Nederlandse televisie uitgezonden, door de AVRO. De eerste vijf seizoenen werden op de maandagavond tussen 19:00 en 20:00 uur op Nederland 1 uitgezonden en de laatste twee seizoenen 6 en 7 werden, wegens herindeling en nieuwe uitzendschena's van de publieke televisiezenders, vanaf 10 september 2000 op de zondagavond vanaf 17:10 uur op Nederland 2 uitgezonden.

## Verhaal

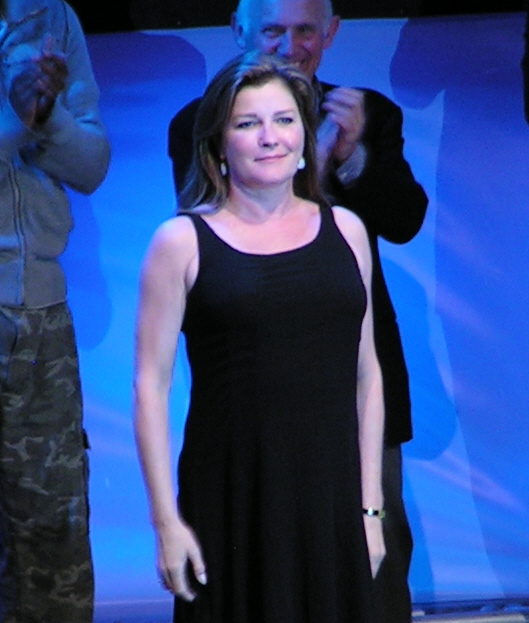
Kate Mulgrew speelde Kapitein Kathryn Janeway

De serie draait om het sterrenschip USS Voyager NCC-74656 (kortweg Voyager). In de pilotaflevering wordt dit nieuwe sterrenschip op haar eerste missie gestuurd: een vermist schip, bestuurd door Maquis terroristen opsporen. Om dit te doen neemt kapitein Kathryn Janeway Tom Paris, een voormalig lid van Starfleet, mee uit de gevangenis. Aan de hand van onderzoeksgegevens probeert de Voyager de reis van de Maquis te achterhalen. Echter, enkele momenten nadat Voyager de Badlands in is getrokken komt er een energiegolf op het schip af. Dit blijkt een transportstraal te zijn van een oud wezen genaamd Caretaker (verzorger). Hierdoor wordt Voyager naar het Deltakwadrant getransporteerd, 70.000 lichtjaar van de Aarde.
Beide schepen zitten nu vast in het Deltakwadrant en worden vrijwel meteen aangevallen door Kazon-plunderaars. Zij zitten achter de apparatuur van de Caretaker aan. In een wanhopige poging de Kazon te verslaan vraagt Chakotay aan Voyager om zijn bemanning van boord te stralen. Zelf zet hij zijn schip op een ramkoers met het Kazonschip en laat hij zichzelf op het laatste moment opstralen. Omdat Janeway vreest dat de Kazon de technologie van de Caretaker in handen zullen krijgen en daardoor de machtsbalans verstoord zal worden, geeft ze het bevel de apparatuur van de Caretaker te vernietigen.
Nu de apparatuur vernietigd is kan Voyager en haar bemanning niet meer terugkeren naar het Alfakwadrant op de manier waarop zij naar het Deltakwadrant werden gehaald. In plaats daarvan zal het schip er op de conventionele manier heen moeten vliegen. Maar zelfs wanneer zij de kortste weg zouden nemen en met maximale snelheid zouden reizen, zou Voyager daar 70 jaar over doen. De Voyager- en Maquiscrew moeten samenwerken om te proberen thuis te komen, en proberen om een manier te vinden die hen in kortere tijd dan 70 jaar thuis zal brengen. De crew pikt al snel twee inwoners van het Deltakwadrant op: Neelix en zijn vriendin Kes. Neelix zal de gids zijn van de Voyager gedurende het merendeel van de reis.
De rest van de serie draait om de reis van Voyager door het Deltakwadrant. Dit kwadrant is nog vrijwel niet onderzocht door Starfleet, en de crew komt dan ook geregeld in contact met tot dan toe onbekende buitenaardse volkeren.
Voyager kent in tegenstelling tot vorige Star Trekseries een sterke rode draad, namelijk de lange thuisreis van het ruimteschip Voyager, en de zoektocht naar mogelijkheden deze reis te verkorten. Naast afleveringen rond dit hoofdthema zijn er ook vele zelfstandige afleveringen gemaakt. Doordat Voyager verdwaald was in het Deltakwadrant had het schip geen contact met Starfleet.
Voyager is de eerste in de Star Trek-serie met een vrouwelijke kapitein.

## Creatie
Voyager werd gecreëerd om UPN, een televisienetwerk gepland door Paramount, te helpen lanceren. Paramount had al eerder de plannen om een eigen netwerk te beginnen. In 1977 wilden ze dit doen met behulp van de geplande serie Star Trek: Phase II, maar die kwam niet van de grond. De planning begon in 1993. Belangrijke elementen voor het achtergrondverhaal van Voyager, zoals de ontwikkeling van de Maquis, werden verwerkt in verschillende afleveringen van Star Trek: The Next Generation en Star Trek: Deep Space Nine. Voyager werd opgenomen op dezelfde sets als The Next Generation. De pilotaflevering werd in oktober 1994 opgenomen.
Voyager was het eerste programma dat op UPN te zien was.

## Rolverdeling
| Personage       | Acteur                | Positie                     | Soort/volk              | Bijzonderheden |
| --------------- | --------------------- | --------------------------- | ----------------------- | -------------- |
| Kathryn Janeway | Kate Mulgrew          | kapitein                    | mens                    |                |
| Chakotay        | Robert Beltran        | eerste officier (Commander) | mens                    |                |
| Tuvok           | Tim Russ              | Lt. Commander               | Vulcan                  |                |
| B'Elanna Torres | Roxann Dawson         | Chief Engineer              | half Klingon, half mens |                |
| Tom Paris       | Robert Duncan McNeill | luitenant                   | mens                    |                |
| Harry Kim       | Garrett Wang          | vaandrig (Ensign)           | mens                    |                |
| Neelix          | Ethan Phillips        | burger / ambassadeur / kok  | Talaxiaan               |                |
| De dokter       | Robert Picardo        | scheepsarts                 | hologram                |                |
| Kes             | Jennifer Lien         | burger                      | Ocampa                  | seizoen 1-4    |
| Seven of Nine   | Jeri Ryan             | burger                      | mens/voormalig Borg     | seizoen 4-7    |

Oorspronkelijk werd de Frans-Canadese actrice Geneviève Bujold gecast voor de rol van kapitein Nicole Janeway. Zij nam echter al ontslag op de tweede filmdag. Kate Mulgrew werd na een tweede auditieronde ingehuurd als de nieuwe actrice. Daarbij werd ook de naam van haar personage veranderd in Kathryn Janeway.

## Connecties met andere Star Trekincarnaties

### Personages en rassen
Net als in alle Star Trekseries deden de Klingons en Romulanen uit de originele serie mee in Star Trek: Voyager. Majel Barrett deed opnieuw de stem van de computer van het schip.
Voyager bevatte ook veel personages en rassen die werden geïntroduceerd in The Next Generation: Q, William T. Riker, Geordi La Forge, Deanna Troi, en Reginald Barclay. De Borg, Cardassians, Bajorans, Romulans, Betazoids, Vulcans, Klingons, Ferengi, en zelfs een Jem'hadar hologram verschenen in de serie.
De Borgkoningin, de hoofdvijand uit de film Star Trek: First Contact, deed verschillende keren mee in Voyager. Susanna Thompson speelde de koningin het grootste deel van de serie, maar Alice Krige (die de koningin speelde in de film) nam de rol over voor de finale van Voyager.
Quark van Deep Space Nine verscheen in de pilotaflevering van Voyager.
Na Voyager had Kate Mulgrew nog een kleine rol als Kathryn Janeway in de film Star Trek: Nemesis. Hierin was ze inmiddels gepromoveerd tot admiraal.

### Acteur crossovers
De volgende hoofdacteurs uit Voyager hebben ook meegespeeld in andere Star Trek producties:
- Robert Duncan McNeill (Paris) in Star Trek: The Next Generation aflevering "The First Duty" als Starfleet cadet Nicolas Locarno.
- Tim Russ (Tuvok) verscheen in de Star Trek: The Next Generation aflevering "Starship Mine" als een huursoldaat genaamd Devor, en twee Star Trek: Deep Space Nine afleveringen ("Invasive Procedures" en "Through the Looking Glass") als respectievelijke de Klingon huursoldaat T'Kar en een alternatieve versie van Tuvok uit een parallel universum waarin Tuvok nooit met de Voyager was meegegaan en dus nooit in het Delta Kwadrant was verdwaald.
- Robert Picardo (de Doctor) in Star Trek: Deep Space Nine aflevering "Doctor Bashir, I Presume" als Dr. Lewis Zimmerman en een EMH Mark I. Verder deed hij mee in Star Trek: First Contact als de Enterprise-E's EMH.
- Ethan Phillips (Neelix) in Star Trek: The Next Generation aflevering "Ménage à Troi" als de Ferengi Farek, Star Trek: Enterprise aflevering "Acquisition" als de Ferengi piraat Ulis, en in Star Trek: First Contact als een niet bij naam genoemde Maitre d' op het holodeck.
- Robert Duncan McNeill en Roxann Dawson (Paris & Torres) hebben afleveringen van Star Trek: Enterprise geregisseerd.

De volgende acteurs uit andere Star Trek producties hebben gastrollen gehad in Voyager:
- Jonathan Frakes (William Riker uit The Next Generation) verscheen als Riker in de aflevering Death Wish.
- Aron Eisenberg (“Nog” uit Deep Space Nine) verscheen in "Initiations" als een Kazon adolescent genaamd Kar.
- Jeffrey Combs (Weyoun uit Deep Space Nine en Shran uit Enterprise) verscheen in "Tsunkatse" als Norcadian Penk.
- J.G. Hertzler (Martok uit Deep Space Nine) verscheen in "Tsunkatse" als een naamloze Hirogen.
- LeVar Burton (Geordi LaForge uit The Next Generation) verscheen als kapitein Geordi LaForge in "Timeless".
- Jonathan Frakes, LeVar Burton (Riker & LaForge uit The Next Generation), en Andrew Robinson (Garak uit Deep Space Nine) hebben afleveringen van Star Trek: Voyager geregisseerd.

## Boeken
Als gevolg van de succesvolle pocketboeken over Star Trek: Deep Space Nine werd een soortgelijke boekenreeks voor Voyager gepland. Net als bij Deep Space Nine spelen de verhalen in deze boeken zich af na de serie. In de boekenreeks worden veel personages overgeplaatst naar andere Star Fleet locaties, terwijl anderen op Voyager blijven maar wel promotie krijgen. Deze veranderingen zijn onder andere Janeway’s promotie tot admiraal en Chakotay’s benoeming tot kapitein van de Voyager. De serie introduceerde ook nieuwe personages.
De serie begon met Homecoming en The Farther Shore in 2003. Deze werden in 2004 opgevolgd door Spirit Walk: Old Wounds en Spirit Walk: Enemy of My Enemy.